# Пулитцеровская премия 2015 года
Объявление победителей Пулитцеровской премии 2015 года состоялось 20 апреля 2015 года. Премия вручалась за работы, опубликованные в течение предыдущего 2014 года.

## Журналистика
- За служение обществу
  - The Post and Courier[англ.] за статью «Пока смерть не разлучит нас» (англ. Till Death Do Us Part) «приковывающей внимание серией статей, исследовавших, почему Южная Каролина находится среди тех штатов, где умирает больше всего женщин, и ставит вопрос что с этим делать в повестке дня штата»[1].

- За выдающуюся подачу сенсационного материала
  - Сотрудники газеты The Seattle Times «за достоверный отчёт об оползне, унесшем жизни 43 человек, а также последующее впечатляющее исследование о том, можно ли было избежать бедствия»[1].

- За выдающееся расследование
  - Эрик Липтон[англ.] (The New York Times) «за расследование, показавшее, как воздействие лоббистов на лидеров конгресса и генеральных прокуроров может способствовать тому, что богатые и влиятельные люди избегают правосудия»[1].
  - Сотрудники газеты The Wall Street Journal «за „Medicare Unmasked“, новаторский проект, который дал американцам беспрецедентный доступ к ранее конфиденциальным данным о побуждениях к деятельности их поставщиков медицинских услуг»[1].

- За мастерство
  - Закари Майдер[англ.] (Bloomberg News) «за кропотливое, ясное и занимательное объяснение того, как много корпораций в США уклоняются от налогов и почему законодателям и регуляторам так трудно им помешать»[1].

- За освещение местных новостей
  - Роб Кузниа, Ребекка Кимитч и Фрэнк Сурачи (Daily Breeze[англ.]) «за их расследование широко распространённой коррупции внутри небольшого бедного школьного округа, а также за впечатляющее применение веб-сайта газеты»[1].

- За раскрытие национальной темы
  - Кэрол Ленниг[англ.] (The Washington Post) «за её умное и настойчивое освещение деятельности Секретной службы, провалов в обеспечении безопасности и того, как агентство пренебрегает своей жизненно важной задачей — защитой президента Соединенных Штатов»[1].

- За международный репортаж
  - Сотрудники газеты The New York Times «за смелый репортаж с передовой и живые человеческие истории об Эболе в Африке, а также привлечение общественного внимания к размаху и подробностям вспышки, что сохраняет власть подотчётной»[1].

- За очерк
  - Дайна Маркум (Los Angeles Times) «за её донесения из Калифорнийской долины, рисующие детальные портреты жизни пострадавших от засухи в штате, привнеся оригинальную и эмпатическую точку зрения на историю»[1].

- За комментарий
  - Лиза Фалькенберг[англ.] (Houston Chronicle) «за живо написанные, новаторские колонки о грандиозных злоупотреблениях присяжных, что привело к ошибочным приговорам, а также о других вопиющих проблемах в правовой и иммиграционной системах»[1].

- За художественную критику
  - Мэри Макнамара[англ.] (Los Angeles Times) «за здравую критику, которая со смекалкой и юмором показывает, как телевидение влияет на культурный ландшафт»[1].

- За редакционный комментарий
  - Кетлин Кингсбери «за знакомство читателей со счетами работников ресторанов, чтобы выявить настоящую стоимость недорогих позиций меню и то, во что обходится человеку неравенство доходов»[1].

- За карикатуры[англ.]
  - Адам Зиглис[англ.] (The Buffalo News[англ.]) «который использовал сильные образы, чтобы связаться с читателями при перемещении слоев смысла в нескольких словах»[1].

- За новостную фотографию
  - Фотографы St. Louis Post-Dispatch[англ.] «за мощные картины отчаяния и гнева в Фергусоне, Миссури, ошеломляющий фотожурнализм, который служил сообществу, информируя страну»[1].

- За художественную фотографию
  - Дэниел Берехулак[англ.] (внештатный фотограф The New York Times) «за его захватывающие и мужественные фотографии эпидемии лихорадки Эбола в Западной Африке»[1].